# Walther Bergmann
Walther Bergmann (* 28. Mai 1914 in Düsseldorf; † 18. Februar 1979 in La Laguna, Teneriffa) war ein deutscher Maler, Buchgestalter und Grafikdesigner, spezialisiert auf Gebrauchsgrafik und international bekannt für seine Plakatkunst.

## Leben
Bergmann studierte von 1934 bis 1936 an der staatlichen Kunstakademie Düsseldorf und eröffnete dort 1937 ein eigenes Atelier. Es folgten sechs Jahre Kriegsdienst. Nach 1947 schloss er sich der 1946 in Hamburg gegründeten Werkstättengemeinschaft und Lehranstalt für alle Künste „Der Baukreis“ an und nahm an deren Niederlassung Hilden eine Lehrtätigkeit als Leiter der werbegrafischen Abteilung auf. Nach zwei Jahren verließ er den Baukreis und machte sich selbstständig. Er entwarf zahlreiche Plakate für Messen, das  Düsseldorfer Opernhaus und Düsseldorfer Theater, und nahm damit auch an Wettbewerben teil. Ferner entwarf er Briefmarken für die Deutsche Bundespost, Firmenlogos und übernahm für mehrere Verlage die Illustration von Büchern. 1964 wurde er als Fachleiter der Studienrichtung Graphic Design an die Werkkunstschule Aachen (seit 1971 FH Aachen) berufen. Parallel zu seiner Dozententätigkeit war er weiter freischaffend aktiv. Veranlasst durch die ab 1966 durchgeführte Gebietsreform in Nordrhein-Westfalen schuf er für Städte, Gemeinden und Kreise im Rheinland mehr als zwei Dutzend neue Wappen.
Bergmann wirkte auch immer wieder an der Gestaltung von Messeständen mit, so 1949 auf der Deutschen Industrieschau, New York City, 1953 auf der Kernschau Mensch und Technik, Düsseldorf, sowie auf der 40. und der 41. IAA, beide in Frankfurt am Main.
Bergmann war Mitglied des Präsidiums des Bundes Deutscher Grafik-Designer (BDG) und Mitglied des Deutschen Werkbundes. Außerdem war er Mitglied des Düsseldorfer Künstlervereins Malkasten (KVM).

## Werke (Auswahl)

### Plakate
- Bernhard Sopher Gedächtnisausstellung, Kunstmuseum Düsseldorf (1951)[5][6]
- Albert Herring, Opernhaus Düsseldorf (1955)[7][8]
- Lady Macbeth auf dem Lande, Opernhaus Düsseldorf (1960)[9][10]
- Der Revisor, Opernhaus Düsseldorf (1961)[11][12]
- Erstaufführung LULU, Opernhaus Düsseldorf (1967)[13][14]

Bergmanns Plakate wurden im Rahmen des Wettbewerbs „Bestes Deutsche Plakat des Jahres“ in den Jahren 1954, 1958, 1959, 1960 und 1969 ausgezeichnet.

### Wappen

Bundesstadt Bonn
Stadt Erkelenz
Kreis Heinsberg
Stadt Mönchengladbach
Gemeinde Rheurdt

Weitere Städte und Gemeinden mit Wappen von Walther Bergmann: Aldenhoven, Bedburg-Hau, Budberg, Geldern, Issum, Kaarst, Kevelaer, Kranenburg, Niederkrüchten, Ratingen, Reichshof, Roetgen, Schaephuysen, Schermbeck, Schleiden, Troisdorf, Velbert, Wassenberg, Wiehl.

## Ausstellungsbeteiligungen (Auswahl)
- 1947: Der Baukreis, Hilden
- 1948: Internationale Gebrauchsgraphik, Düsseldorf[2]
- 1954: Das Firmengesicht – Ausstellung internationaler Werbegraphik, Berlin[2]
- 1960: Internationaler Werbekongreß, Berlin[2]
- 1968: First Unified German Graphic Design Show, New York, Massachusetts, Toronto[2]
- 1970: IIIe Biennale Internationale de l' Affiche, Warschau[2]

## Plakate in Museen und Sammlungen
- Theatermuseum Düsseldorf
- Deutsches Plakatmuseum, München[2]
- Akademie der Künste (Berlin)[2]
- Design Center Baden-Württemberg, Stuttgart[2]
- Victoria and Albert Museum, London
- Metropolitan Opera, New York[2]
- UNESCO, Paris[2]